# Peasant (Thou)
Peasant è il secondo album in studio del gruppo musicale sludge metal Thou, pubblicato il giugno 2008.

## Tracce
1. The Work Ethic Myth – 5:45
2. An Age Imprisoned – 11:05
3. Belt of Fire to Guide Me, Cloak of Night to Hide Me – 7:55
4. Burning Black Coals and Dark Memories – 7:28
5. They Stretch Out Their Hands – 5:24
6. The Road of Many Names – 5:16

## Formazione
- Bryan Funck – voce
- Andy Gibbs – chitarra
- Matthew Thudium – chitarra
- Mitch Wells –  basso
- Terry Gulino – batteria